# 玄光寺 (加須市)
玄光寺（げんこうじ）は、埼玉県加須市にある真言宗智山派の寺院。

## 歴史
室町時代後期に開山された。開山・開基が不明であるが、同市南篠崎の普門寺の末寺である。1842年（天保13年）の火災で多くの古文書を失ったため、詳細な由来は不明となっている。火災後の再建は遅々として進まず、1896年（明治29年）になり、本寺の普門寺の檀家のうち、当寺に近い家が当寺の檀家となったことで、徐々に再建が進むようになった。1988年（昭和63年）、「弘法大師入定千百五十年御遠忌」事業として、現在の本堂が完成した。
当寺には、安房の戦国大名となった安房里見氏の墓があるという逸話がある。ただし、どの墓がそれなのかは不明となっている。戦国大名の里見一族の墓は千葉県南房総市の延命寺にあり、当寺の逸話は里見氏が鎌倉公方（古河公方）に仕えていた頃に、家臣が主家の里見氏の菩提を弔うために当寺に関係を持ったのが、その逸話の由来とみられている。

## 交通アクセス
- 加須駅より徒歩28分。